# Bathyarctus
Bathyarctus is een geslacht van kreeftachtigen uit de familie van de Scyllaridae.

## Soorten
- Bathyarctus chani Holthuis, 2002
- Bathyarctus faxoni (Bouvier, 1917)
- Bathyarctus formosanus (Chan & Yu, 1992)
- Bathyarctus ramosae (Tavares, 1997)
- Bathyarctus rubens (Alcock & Anderson, 1894)
- Bathyarctus steatopygus Holthuis, 2002